# 広中千恵美
広中 千恵美（ひろなか ちえみ）は、日本の女性アニメーター、キャラクターデザイナー。スタジオブーメランを経て、現在はトムス・エンタテインメント所属。主に名探偵コナンを担当。

## 参加作品

### テレビアニメ
1996年
- 名探偵コナン（1996年 - 、サブキャラクターデザイン、作画監督、キーアニメーター、原画、動画、OP原画、ED原画）

2013年
- カードファイト!! ヴァンガード リンクジョーカー編（ED原画）

2014年
- 名探偵コナン 江戸川コナン失踪事件 〜史上最悪の2日間〜（作画監督）

2016年
- 名探偵コナン エピソード“ONE” 小さくなった名探偵（作画監督）

2019年
- 八月のシンデレラナイン（作画監督）

2020年
- 神之塔 -Tower of God-（作画監督）

2021年
- EDENS ZERO（作画監督）
- ましろのおと（作画監督）
- イジらないで、長瀞さん（作画監督）
- ルパン三世 PART6（2021年 - 2022年、原画）

2022年
- 名探偵コナン 犯人の犯沢さん（作画監督）

2023年
- 僕の心のヤバイやつ（作画監督、2Dワークス）

2024年
- 最強タンクの迷宮攻略〜体力9999のレアスキル持ちタンク、勇者パーティーを追放される〜（作画監督）
- 疑似ハーレム（作画監督）
- アオのハコ（作画監督）

2025年
- Dr.STONE SCIENCE FUTURE（作画監督）
- SAKAMOTO DAYS（原画）

### 劇場アニメ
2001年
- 名探偵コナン 天国へのカウントダウン（動画）

2002年
- 名探偵コナン ベイカー街の亡霊（動画）

2003年
- 名探偵コナン 迷宮の十字路（動画）

2014年
- 名探偵コナン 異次元の狙撃手（作画監督補佐、原画）

2015年
- 名探偵コナン 業火の向日葵（作画監督、原画）

2016年
- 名探偵コナン 純黒の悪夢（作画監督、原画）

2017年
- 名探偵コナン から紅の恋歌（作画監督）

2019年
- 名探偵コナン 紺青の拳（作画監督）

2022年
- 劇場版 からかい上手の高木さん（サブキャラクターデザイン、プロップデザイン、作画監督補佐、原画、第二原画、動画）

### OVA
- 名探偵コナン コナンvsキッドvsヤイバ 宝刀争奪大決戦!!（2000年、動画）
- 名探偵コナン 16人の容疑者!?（2002年、動画）
- 名探偵コナン KID in TRAP ISLAND（2010年、原画）